# Mark Gertler (pittore)
Mark Gertler (Spitalfields, 9 dicembre 1891 – Londra, 23 giugno 1939) è stato un pittore inglese impegnato soprattutto in soggetti di figura e ritratti.

## Biografia

### Gli anni della giovinezza
Mark Gertler nacque a Spitalfields, sobborgo nell'East End di Londra il 9 dicembre 1891 e morì suicida nel suo studio di Londra il 23 giugno 1939. Mark era il più giovane dei cinque figli (tre maschi e due femmine) di Louis Gertler e Kate "Golda" Berenbaum, immigrati ebrei dalla Galizia.

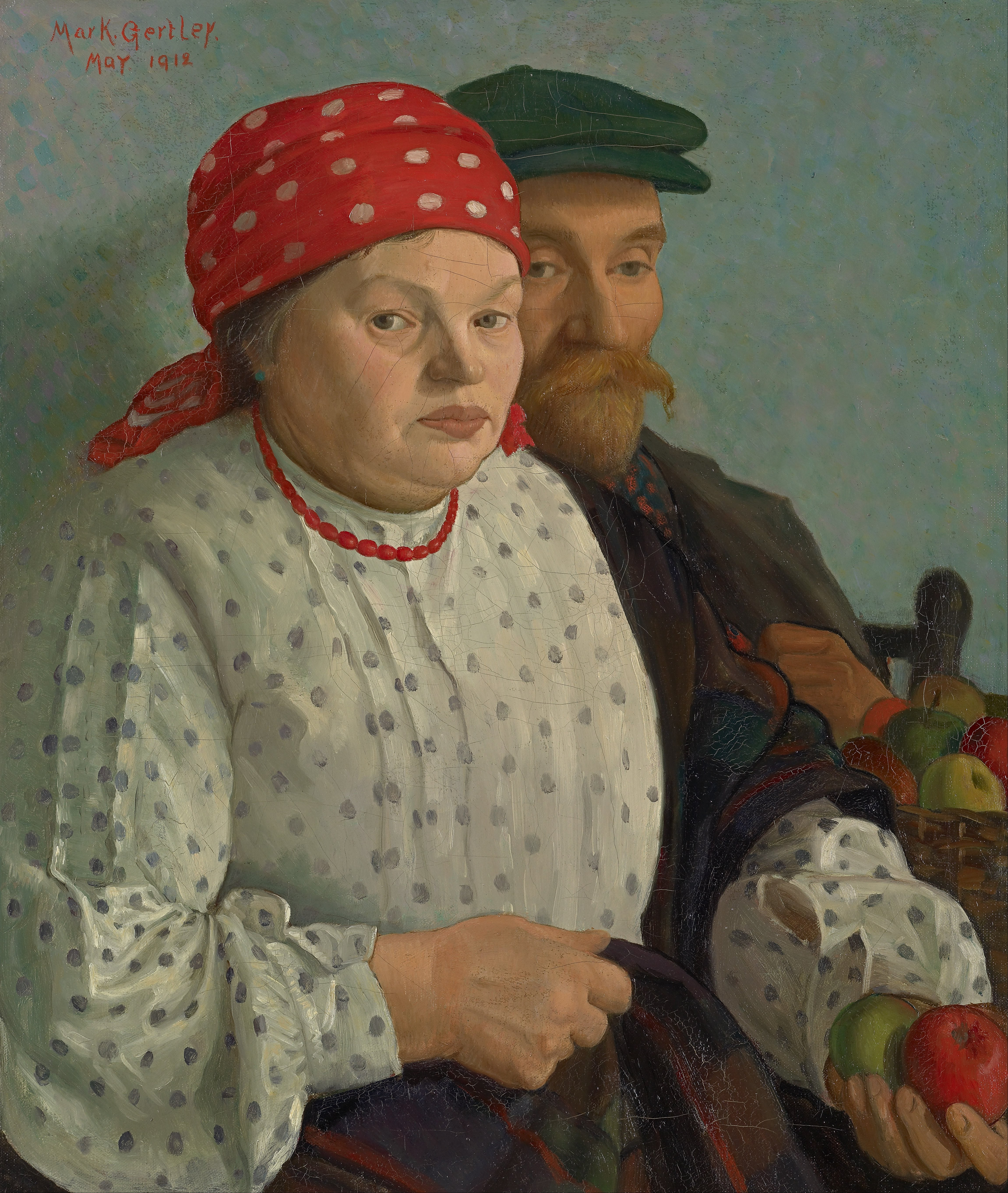
Mark Gertler, La donna delle mele e suo marito, 1912

Già in giovane età Mark dimostrò un grande talento per il disegno, ma a causa della povertà della famiglia dovette abbandonare gli studi ed iniziare a lavorare. Nel 1906 Gertler si era infatti iscritto al "Regent Street Polytechnic", ma solo un anno dopo fu costretto ad interrompere gli studi e ad impiegarsi come apprendista nella società Clayton & Bell, un'azienda che realizzava vetrate artistiche. Continuò comunque a frequentare corsi serali al Politecnico e nel 1908 si piazzò al terzo posto in un concorso d’arte a livello nazionale.
Questo lo spinse a fare domanda per una borsa di studio al Jewish Education Aid Society per poter riprendere gli studi di artista. La richiesta ebbe successo. Grazie alla borsa di studio e su consiglio ed interessamento del maggiore artista ebreo del momento, William Rothenstein, nel 1908 si iscrisse alla Slade School of Fine Art. Durante i quattro anni trascorsi presso la Slade School, Gertler conobbe un gruppo di studenti molto talentuosi., Fra gli altri furono suoi compagni e amici più o meno stretti, Edward Wadsworth, Paul Nash, John S. Currie, Stanley Spencer, Christopher R.W. Nevinson e Isaac Rosenberg.
Alla Slade School incontrò anche la pittrice Dora Carrington, che corteggiò senza sosta per molti anni. L'amore di Gertler non fu mai corrisposto dalla Carrington, che trascorse la maggior parte della sua vita accanto allo scrittore omosessuale Lytton Strachey, di cui era profondamente innamorata. Rapporto non convenzionale quello della Carrington con Strachey, del quale Gertler era estremamente geloso. Successivamente il matrimonio della pittrice con Ralph Partridge sconvolse ancora di più Gertler che minacciò anche di suicidarsi per questo.

### L’inizio della carriera
Durante il periodo alla Slade School Gertler conobbe anche l’autore e poeta Gilbert Cannan che fece conoscere i suoi dipinti a Lady Ottoline Morrell, incoraggiandola a sostenere il lavoro del giovane artista. Lady Ottoline divenne una fervente sostenitrice di Gertler, che attraverso lei entrò in contatto con gli artisti del Bloomsbury Group.

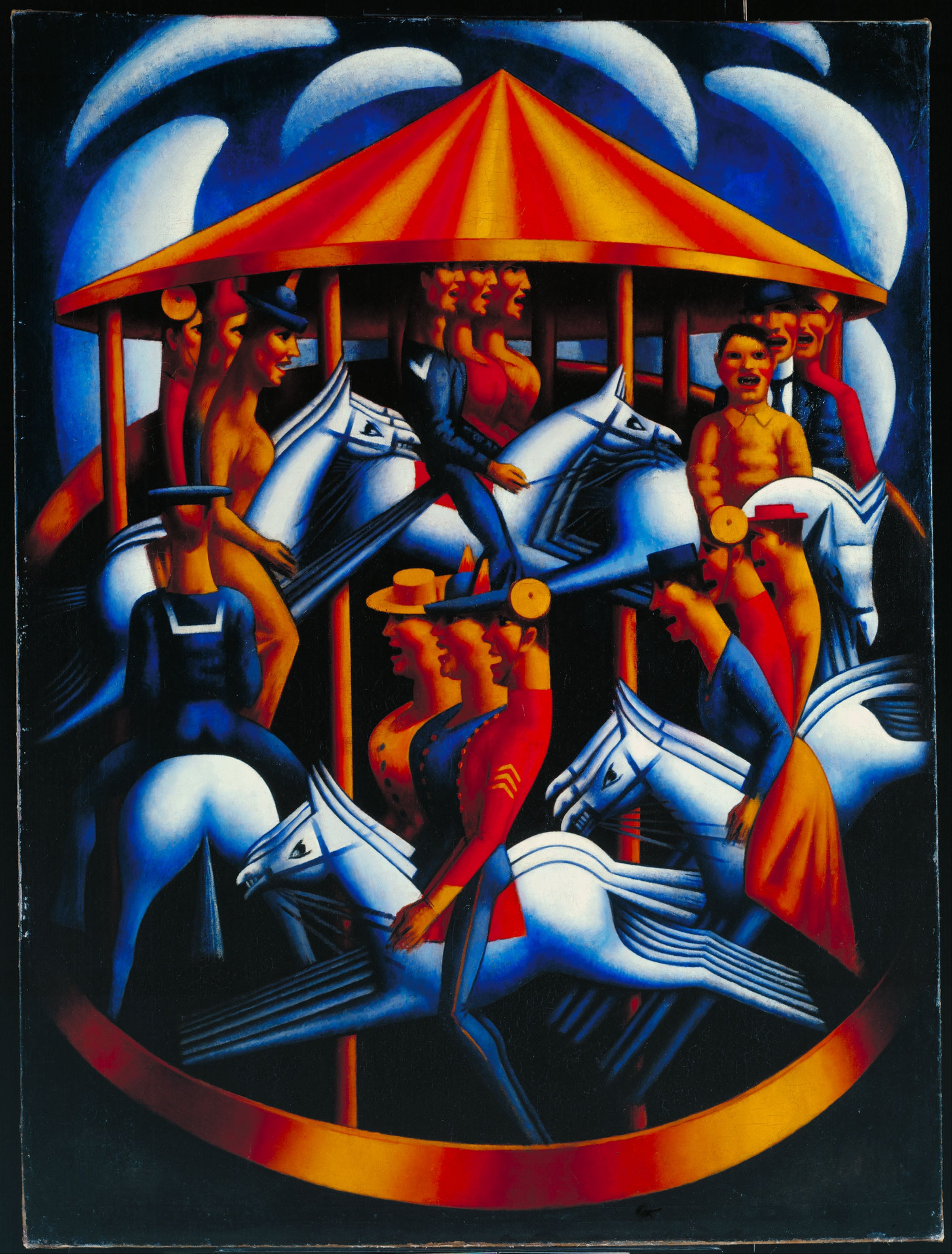
Mark Gertler, ‘’La giostra’’, 1916

Fu sempre lei che lo presentò a Walter Sickert, il leader nominale del Camden Town Group, un gruppo di artisti inglesi attivo a Londra fra il 1911 e il 1913. Quando nel 1914, Ottoline ed il marito Philip Morrell si trasferirono nella nuova residenza di Garsington Manor, che fecero diventare un luogo d’incontro per intellettuali liberali, Gertler ne divenne un assiduo frequentatore.
Gertler ottenne molto successo come pittore di ritratti dei personaggi dell’alta società, ma il suo temperamento e la pretesa di portare avanti il suo lavoro secondo la propria visione, provocarono un progressivo allontanamento dei potenziali soggetti e acquirenti. 
Come risultato, dovette lottare spesso con la povertà.
Nel 1914 iniziò a collaborare con il poliedrico collezionista d'arte Edward Marsh. Il rapporto tra i due si rivelò sempre difficile, dato che Gertler riteneva che il sistema clientelare e la cerchia in cui Marsh si muoveva era in diretto conflitto con il suo modo di concepire l’arte e se stesso. Nell’ottobre 1915 la collaborazione fra i due si interruppe per volontà dell’artista, a causa del suo pacifismo e obiezione di coscienza (mentre Marsh era favorevole all’intervento britannico nella prima guerra mondiale oltre che sostenitore di alcuni dei poeti di guerra).
Nel mezzo degli anni del conflitto mondiale, Gertler creò Il suo grande dipinto, “Merry-Go-Round”, che fu descritto da D.H. Lawrence come "la migliore immagine moderna che ho visto". Considerato da molti critici come il migliore dipinto inglese del periodo bellico, l'opera rappresenta un gruppo di figure militari e civili nel circolo vizioso di una giostra.

### Gli anni Venti e Trenta
Nell'aprile 1920 all'artista fu diagnosticata la tubercolosi, una malattia che lo obbligò nel corso degli anni venti e trenta a ripetuti ricoveri in casa di cura. Nonostante i problemi di salute, continuò a dipingere e partecipare ad alcune mostre d’arte. In questo periodo la sua pittura fu profondamente influenzata dal post-impressionismo. I primi anni ’20 furono anche il suo periodo di maggiore successo commerciale.

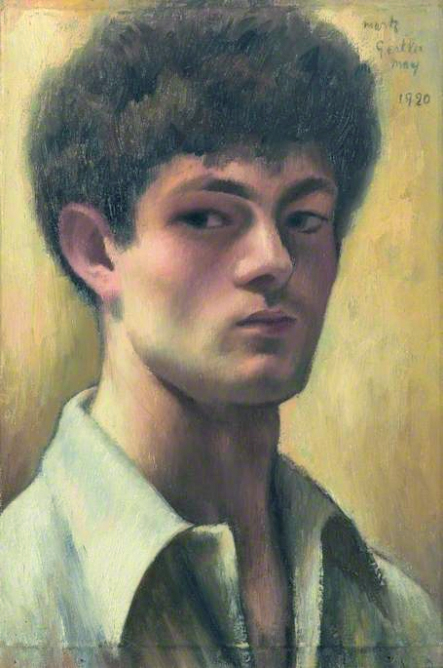
Mark Gertler, Autoritratto, 1920

Verso la fine degli anni '20 subì la perdita di due cari amici, D.H. Lawrence e Katherine Mansfield, a causa della tubercolosi e lo stesso Gertler fu nuovamente ricoverato in un sanatorio.
Nel 1930 sposò Marjorie Greatorex Hodgkinson, dalla quale ebbe un figlio nel 1932. Il matrimonio fu spesso difficile, scandito dai frequenti problemi di salute di entrambi e dai problemi caratteriali del pittore, che avevano distrutto i suoi rapporti con molti dei suoi amici e protettori.
Nel corso degli '30 diventò anche un insegnante part-time presso la Scuola d'Arte di Westminster, al fine di integrare i magri guadagni intermittenti che gli derivavano dalla pittura.
Mark Gertler si suicidò nel suo studio di Londra il 23 giugno 1939 (lo aveva già tentato almeno una volta nel 1936). In quel periodo era afflitto da crescenti difficoltà finanziarie, la moglie lo aveva lasciato da poco, aveva tenuto una mostra che era stata derisa dai critici, era ancora depresso per la morte di sua madre e per il suicidio di Dora Carrington (entrambi nel 1932), ed era ossessionato dalla paura per la guerra mondiale chiaramente imminente.
Fu sepolto nel cimitero ebraico di Willesden.
Il necrologio di Gertler sul Times descrisse la sua morte come: «una grave perdita per l'arte inglese. Le opinioni sul suo lavoro sono varie […] ma è sicuro poter dire che una lista di una mezza dozzina dei pittori più importanti che hanno operato in Inghilterra negli ultimi 50 anni lo dovrebbe includere».

## Riferimenti letterari
Nel 1916 Gilbert Cannan pubblicò il romanzo “Mendel:una storia di gioventù” (Mendel: A Story of Youth). La storia si basa sulle vite dei suoi amici Mark Gertler, Dora Carrington e John S. Currie. Il protagonista è Mendel Kuhler (ispirato a Gertler), un talentuoso pittore che ama Greta Morrison (chiaramente Dora Carrington), che però lo rifiuta.
Anche i personaggi di ‘'Loerke'’ in “Donne innamorate” (Women in love) di D.H. Lawrence e di ‘'Gombauld'’ in “Giallo cromo” (Crome Yellow) di Aldous Huxley si ispirano a Gertler.